# Ухинг, Иоахим
Иоахим Ухинг (нем. Joachim Uhing; 28 января 1905 — 11 ноября 1984) — немецкий инженер, изобретатель привода с вращающимися кольцами.
Изучал машиностроение и электротехнику в Дрезденском техническом институте. В 1943 году в Киле основал техническое бюро, которое стало предшественником фирмы Joachim Uhing KG GmbH & Co. С 1973 года это предприятие расположено в Милькендорфе близ Киля.
Началом научного успеха Ухинга стало изобретение им в 1952 году привода с вращающимися кольцами. Благодаря этой винтовой передаче с силовым замыканием стало возможным чисто механическим путём преобразовать вращательное движение гладкого вала с постоянной скоростью вращения в непрерывное возвратно-поступательное движение с плавно изменяющейся скоростью и длиной хода. Эти свойства привода с вращающимися кольцами являются особо ценными в процессах укладки с использованием намоточного оборудования. С этого началось всемирное триумфальное шествие привода с вращающимися кольцами, прежде всего, в кабельно-проводниковой промышленности, где он пришёл на смену ранее применявшимся неповоротливым системам, которые приходилось полностью менять при любых изменениях длины хода или шага, что приводило к длительному простою машин. Сегодня приводы с вращающимися кольцами используются повсюду, где нужно наматывать нитевидные материалы.
Следующим изобретением Ухинга была шариковая гайка; в принципе, это тот же привод с вращающимися кольцами, но без возможности изменения величины и направления шага. Благодаря отсутствию люфта, что обусловлено принципом этого привода, он был быстро принят в качестве стандартного привода в различных измерительных машинах.
Работа над изделиями с силовым замыканием привела, в конечном счёте, к созданию линейки крепёжных и зажимных элементов, что даёт возможность без использования инструментов фиксировать катушки, рулоны и другие элементы, которые должны прочно держаться на гладких валах.

## Награды и признание
Иоахим Ухинг многократно награждался за свои изобретательские достижения, в том числе:
- золотая медаль международной выставки изобретателей (Женева, 1976) — за конвейерную систему с силовым замыканием,
- премия «За технические достижения» ассоциации WTCI (Международная ассоциация кабельно-проводниковых технологий) (2009, посмертно) — за изобретение привода с вращающимися кольцами.